# Rue Notre-Dame des Champs
Die Rue Notre-Dame des Champs ist eine Straße im 6. Arrondissement von Paris. Sie beginnt bei der Rue de Vaugirard (gegenüber der Rue du Regard) und endet bei der Avenue de l’Observatoire.

## Lage
Auf einer Länge von mehr als einem Kilometer durchquert die Straße das 6. Arrondissement von West nach Ost. Dabei folgt sie der kurvenreiche Trasse des Feldweges, der hier ursprünglich verlief.
In unmittelbarer Nähe ihres Anfangs befindet sich die Station Saint-Placide, die von der Linie 4 der Pariser Métro bedient wird. Gut 200 Meter nach dem Beginn der Straße befindet sich an der Kreuzung zum Boulevard Raspail die zur Linie 12 der Pariser Métro gehörende Station Notre-Dame-des-Champs und in unmittelbarer Nähe ihres Endes die zur Linie B des Pariser Schnellbahnnetzes RER gehörende Bahnhof Port-Royal.

## Namensursprung
Die Straße wurde ursprünglich als Weg zur Kapelle Église Notre-Dame-des-Champs angelegt und bezieht hieraus ihren heutigen Namen.

## Geschichte
Der Weg existierte nachweislich bereits im 14. Jahrhundert und war ursprünglich unter der Bezeichnung Chemin Herbu bekannt. Später firmierte die Straße als Rue du Barc, Chemin de Coupe Gorge (1670), Rue Neuve Notre-Dame des Champs und während der Revolution als Rue de la Montagne des Champs.

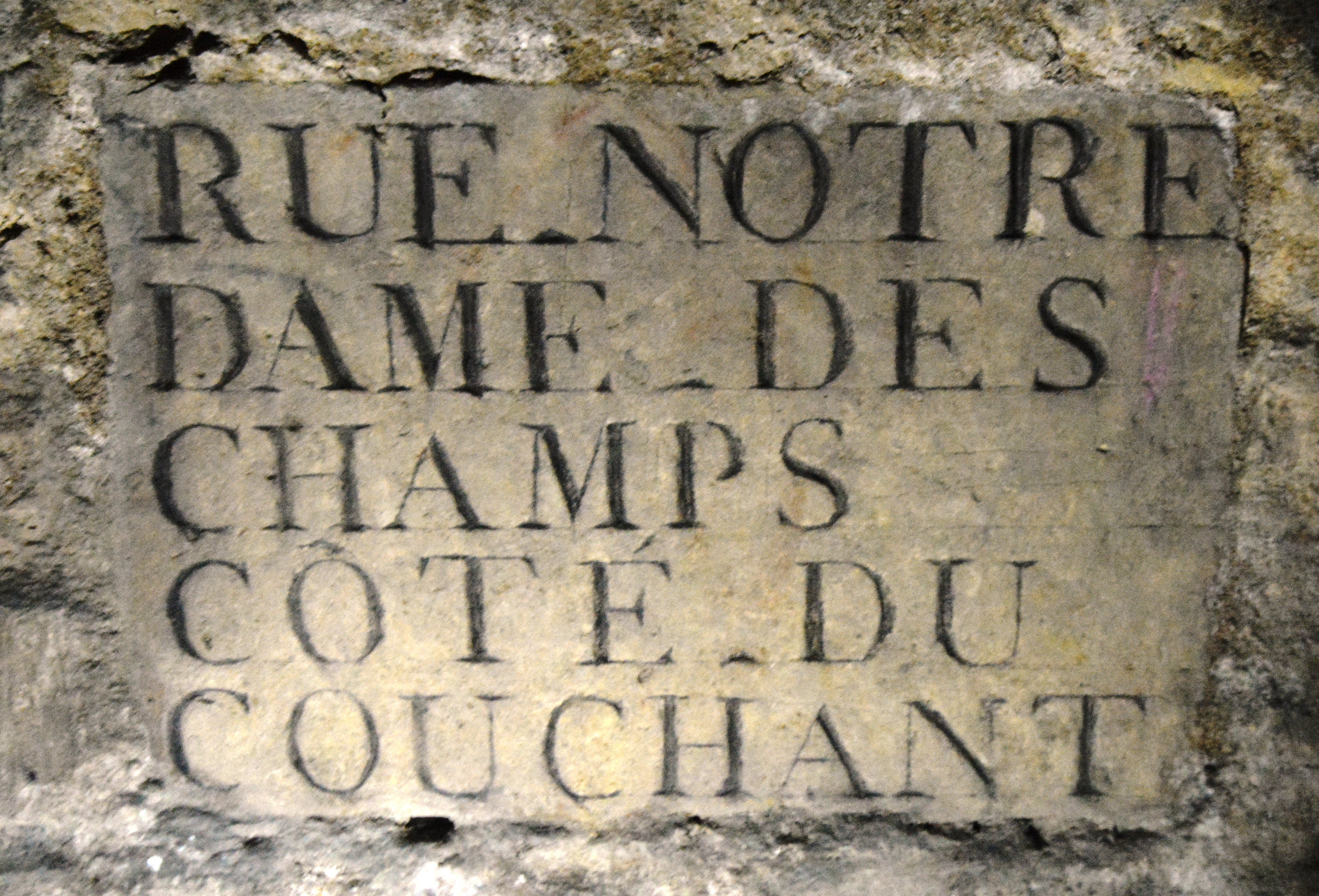
Tafel der Rue Notre-Dame des Champs aus einem Steinbruch
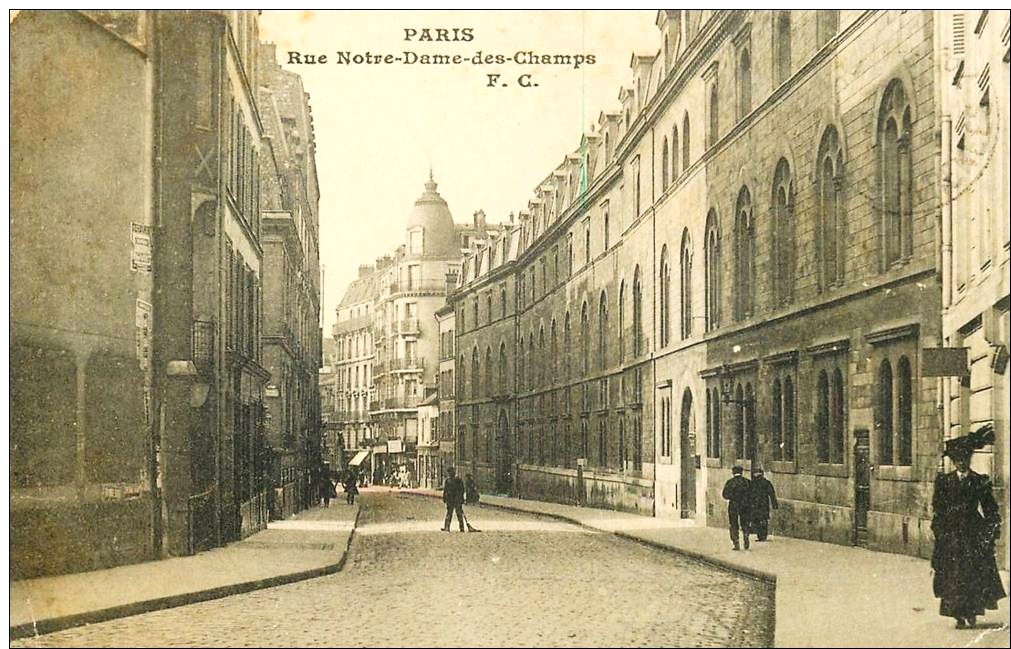
Rue Notre-Dame des Champs, Blick zur Kreuzung mit der Rue Vavin am Beginn des 20. Jahrhunderts
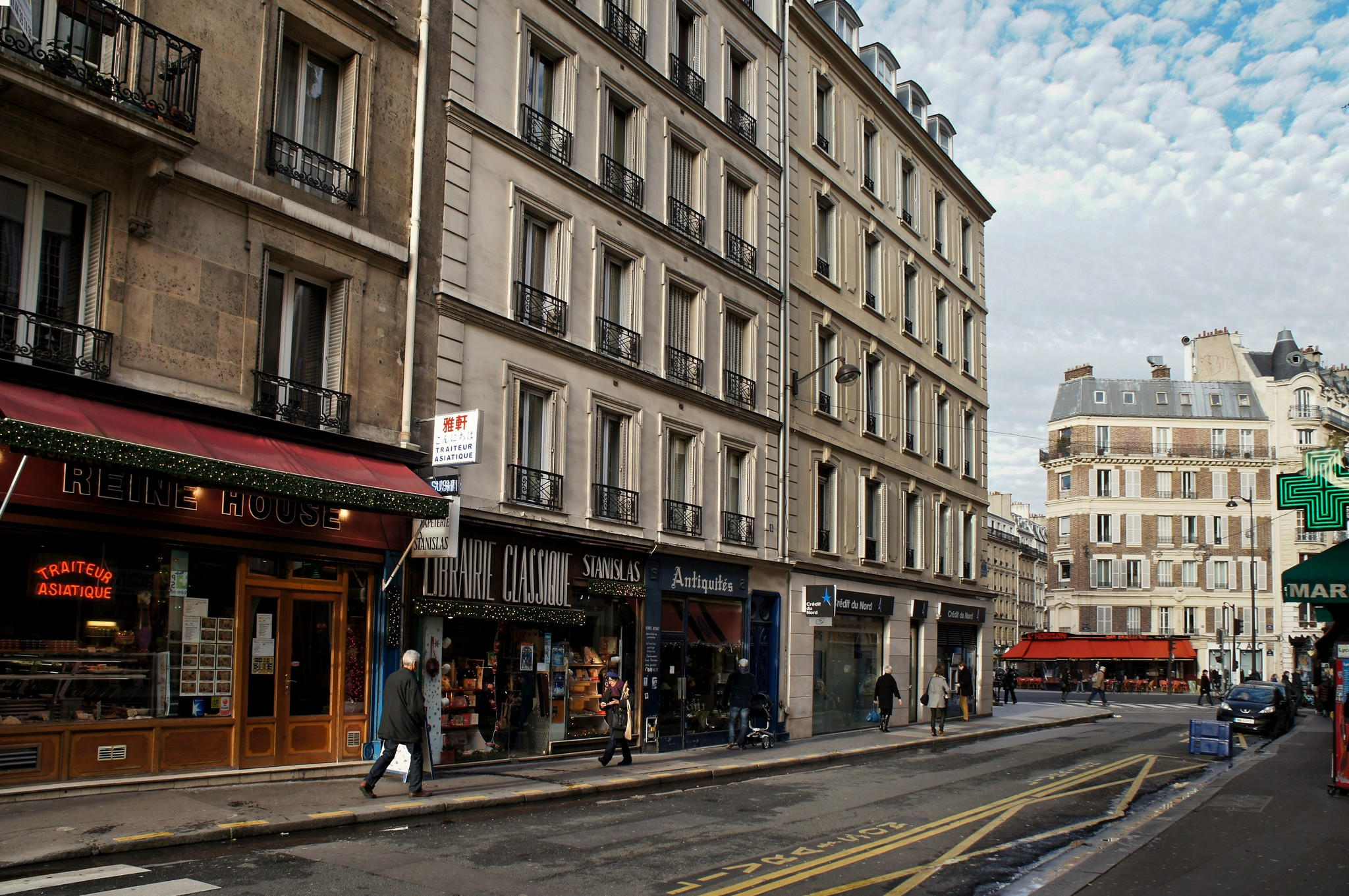
Blick in die Rue Rue Notre-Dame des Champs
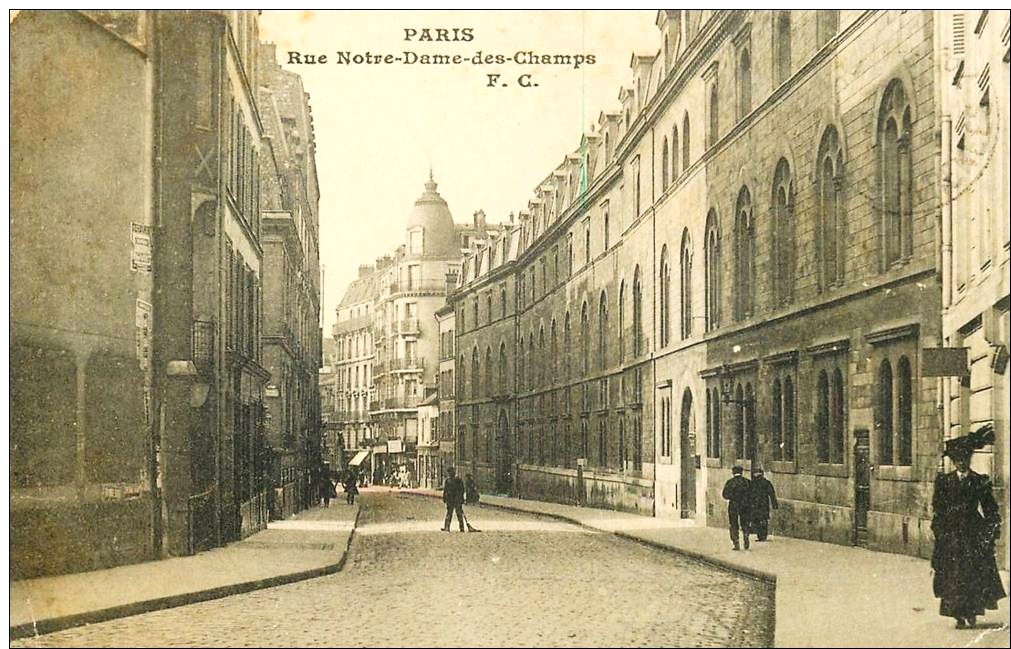
Straßenansicht im frühen 20. Jahrhundert
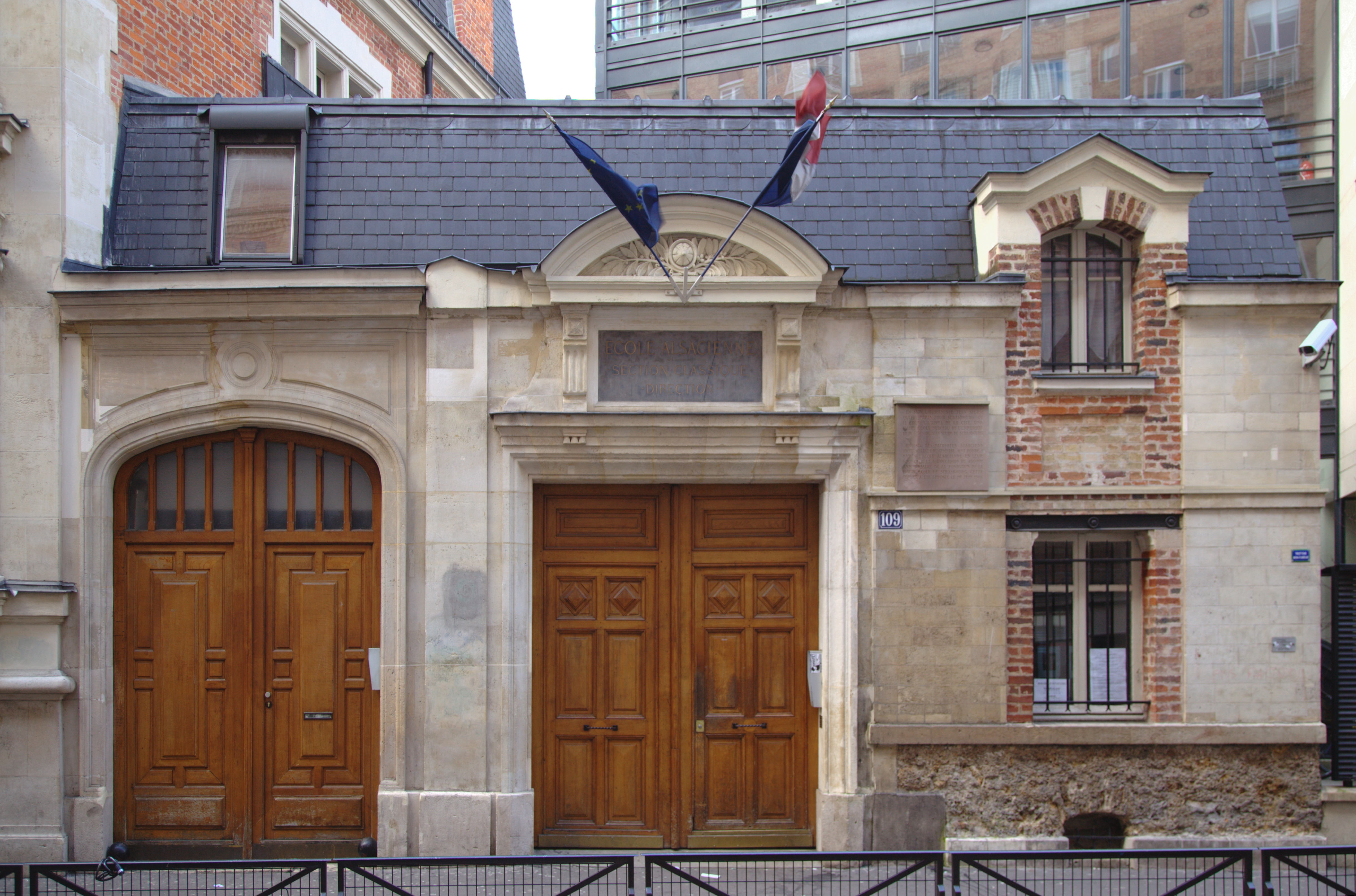
Eingang zur École Alsacienne
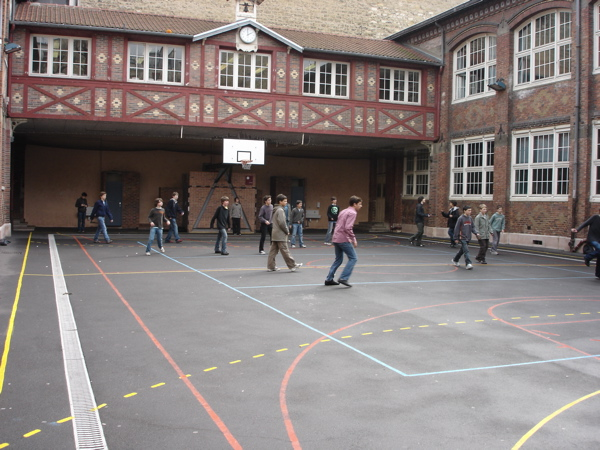
Schulhof der École Alsacienne

## Sehenswürdigkeiten
- Haus Nr. 22: Collège Stanislas
- Haus Nr. 28: Institut supérieur d’électronique de Paris
- Haus Nr. 53: Kulturzentrum Lucernaire.
- Haus Nr. 68: ehemaliges Mutterhaus der Schwestern Unserer Lieben Frau von Sion
- Haus Nr. 82: errichtet von 1904–1905 vom Architekten Constant Lemaire; die Skulpturen stammen von Louis Hollweck[1].
- Haus Nr. 107–109: École alsacienne

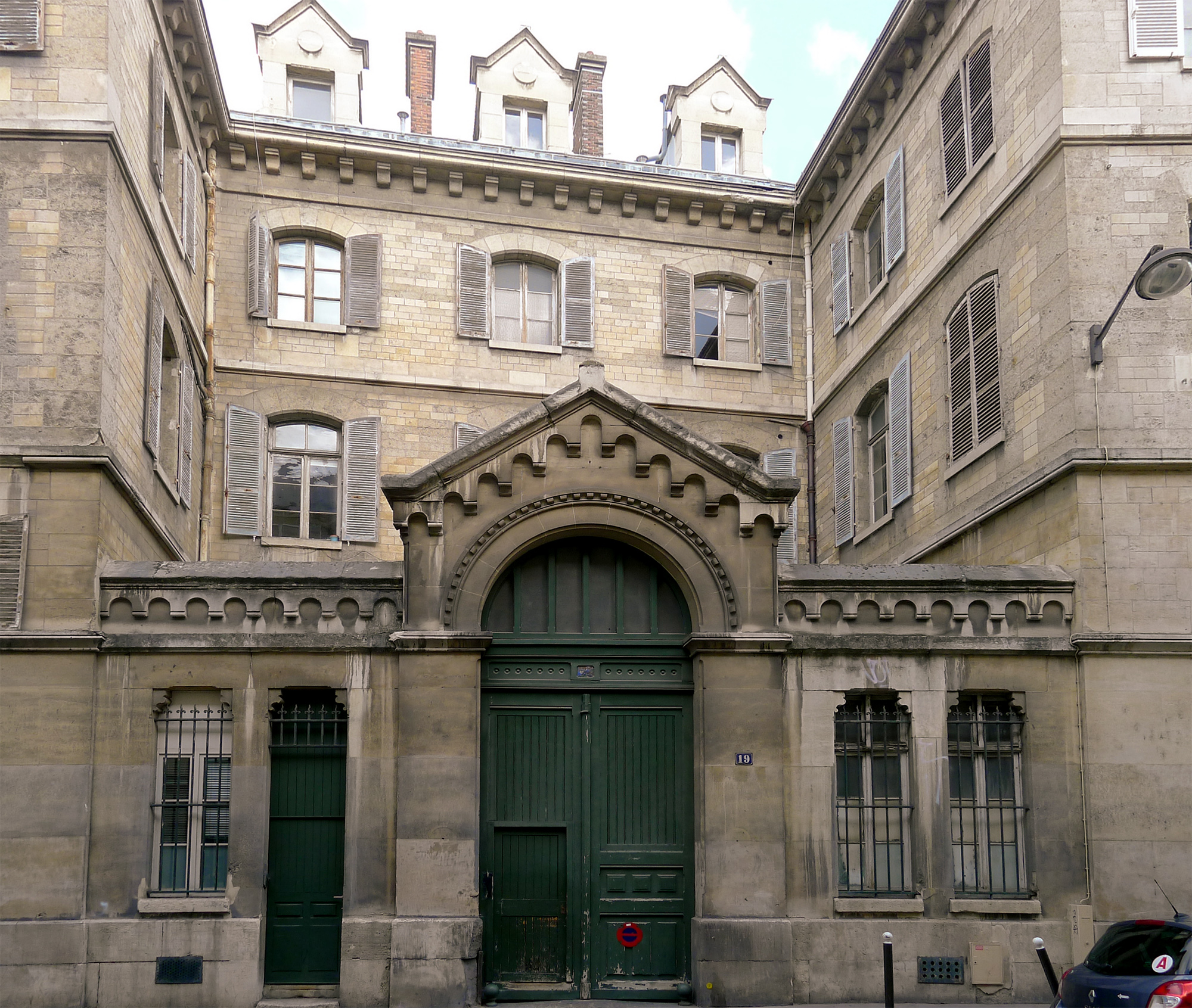
Fassade von Nr. 19 (École des hautes études en sciences sociales).
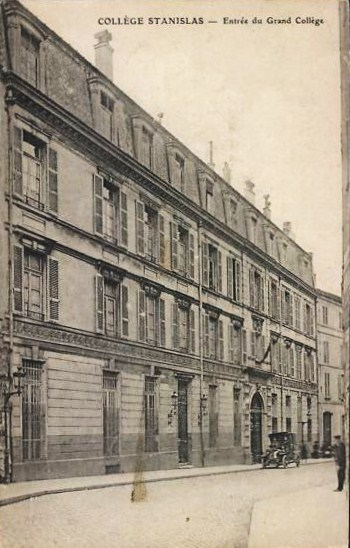
Collège Stanislas, Nr. 22
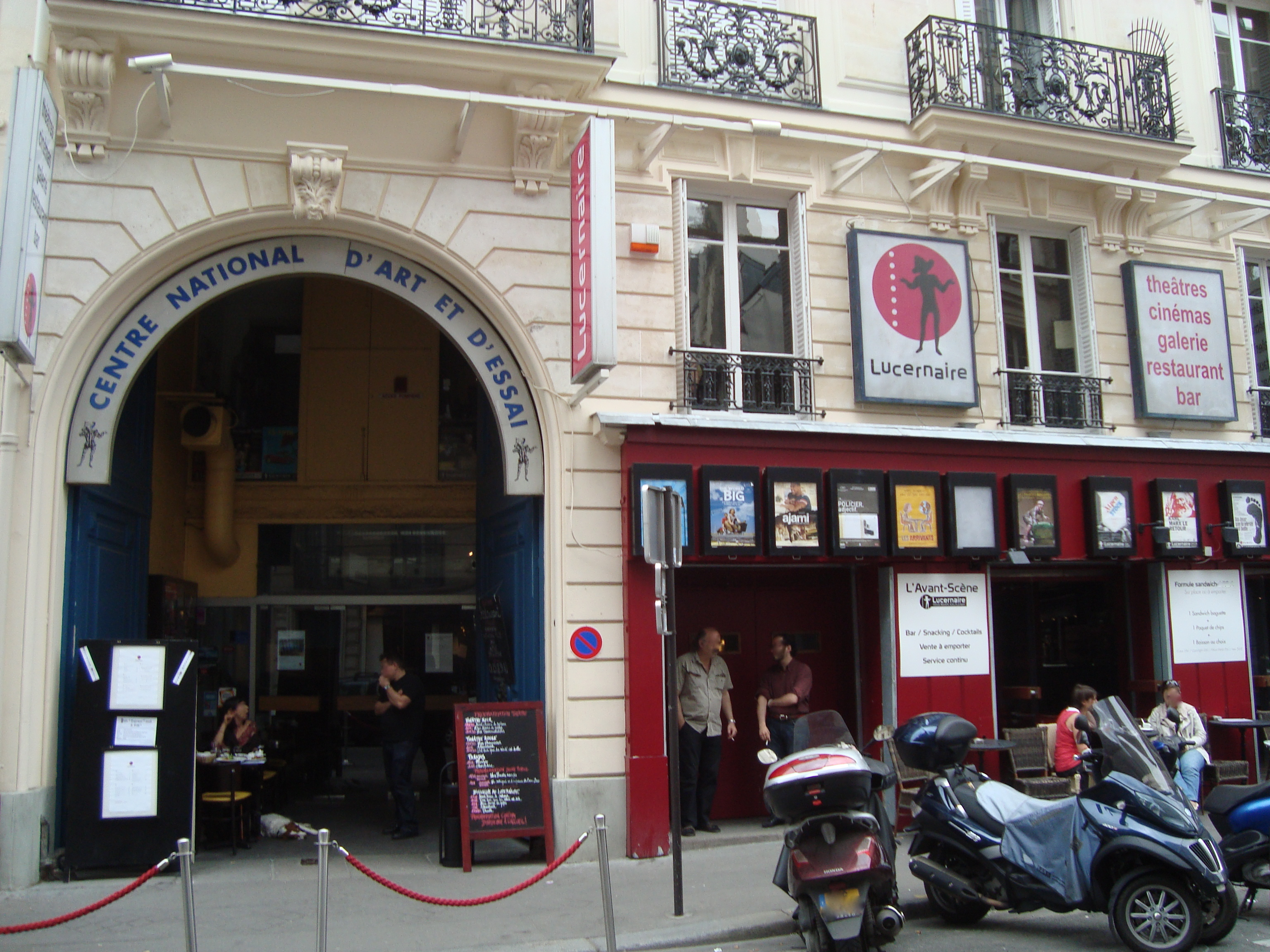
Le Lucernaire, Nr. 53
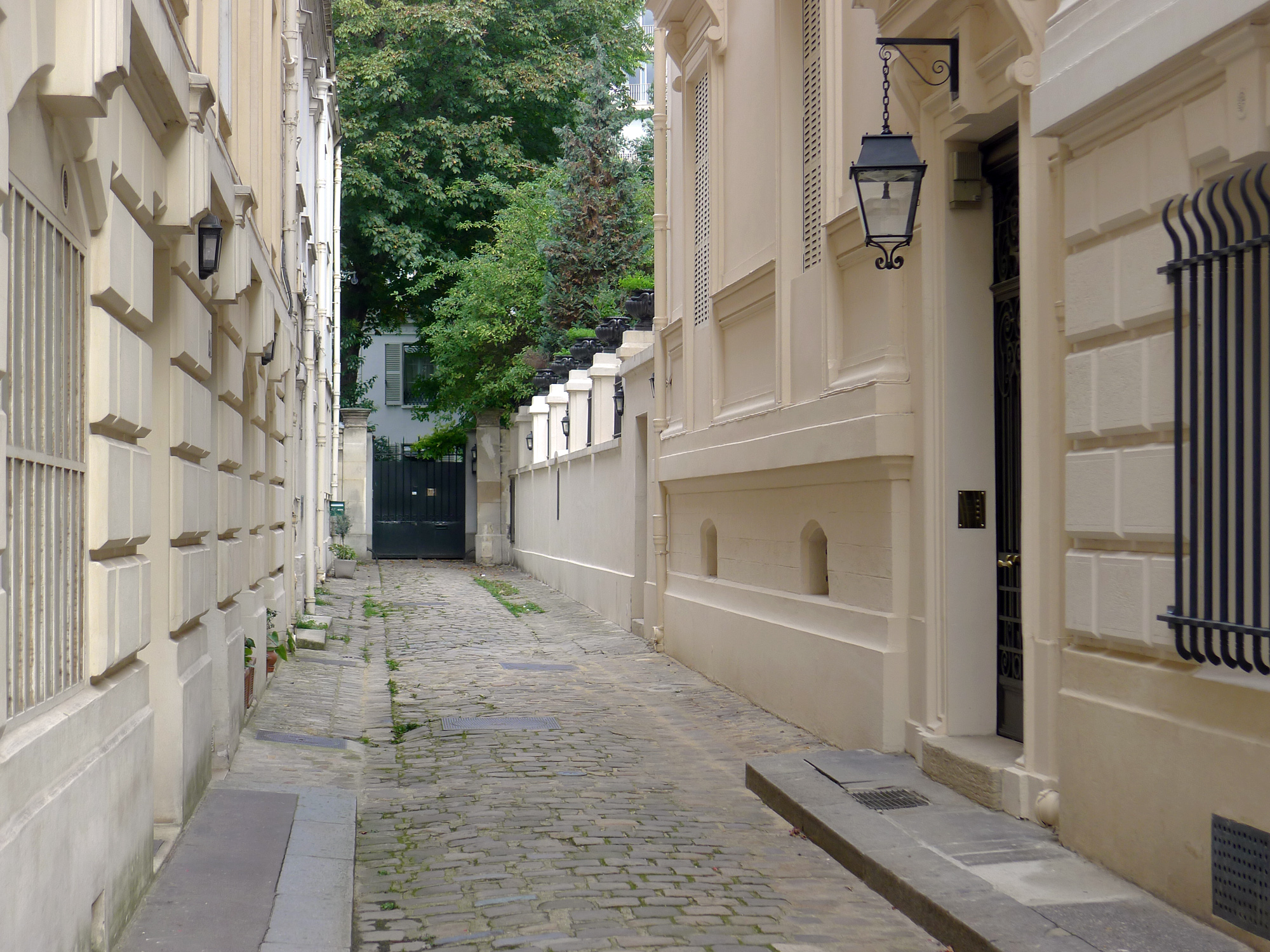
privateingang Nr. 73–75
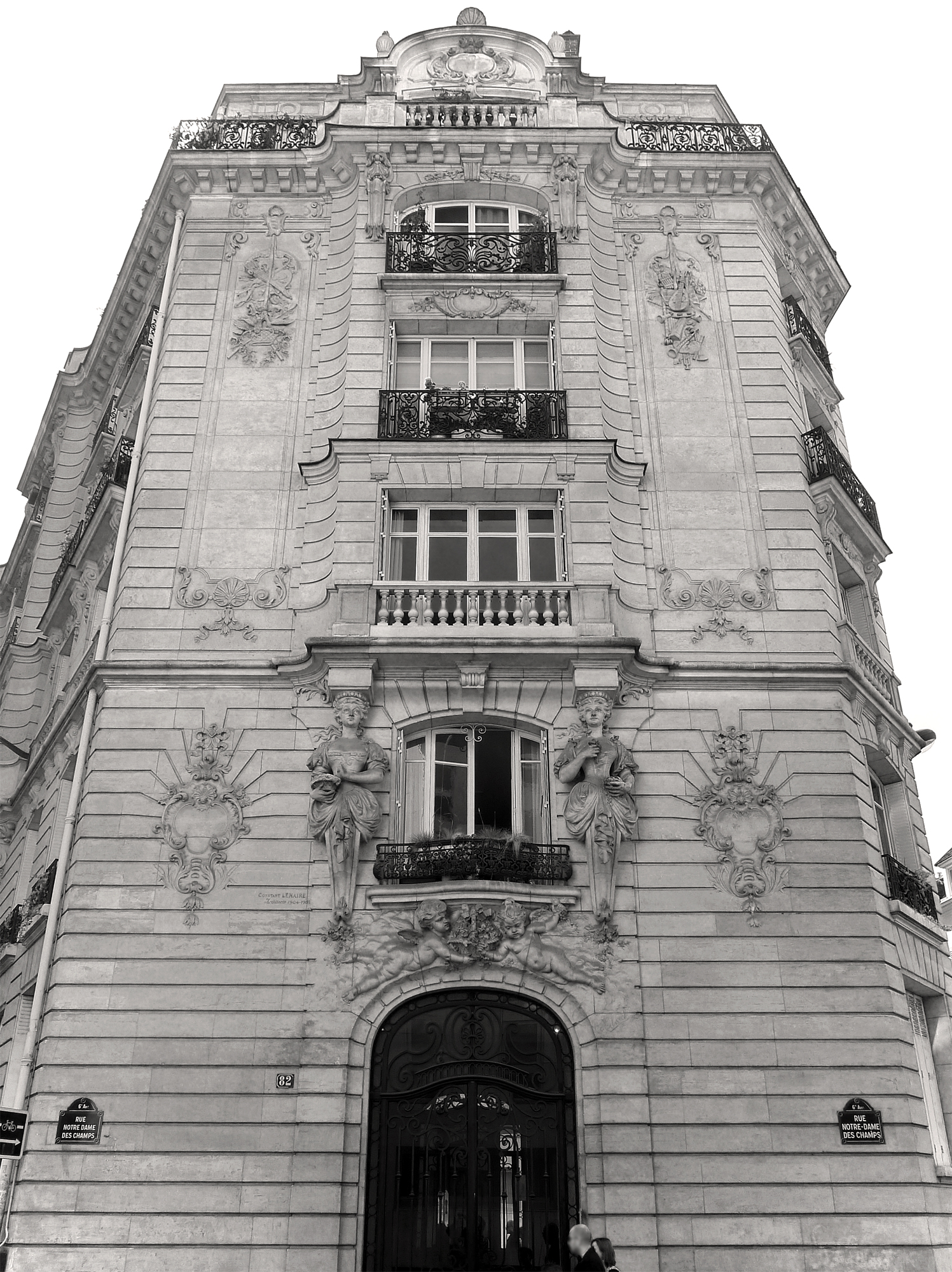
Fassade von Nr. 82
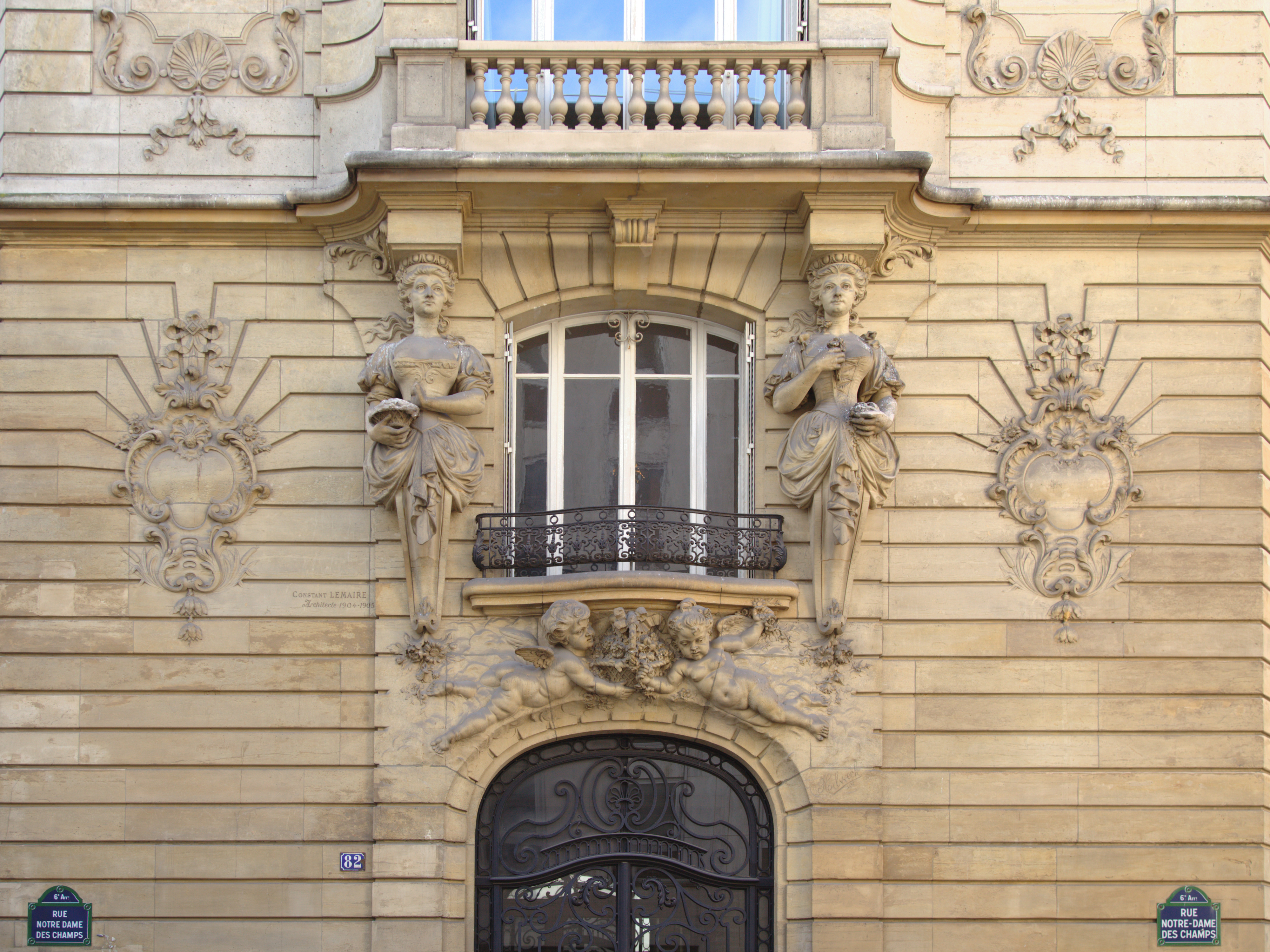
Fassade von 82, Detail
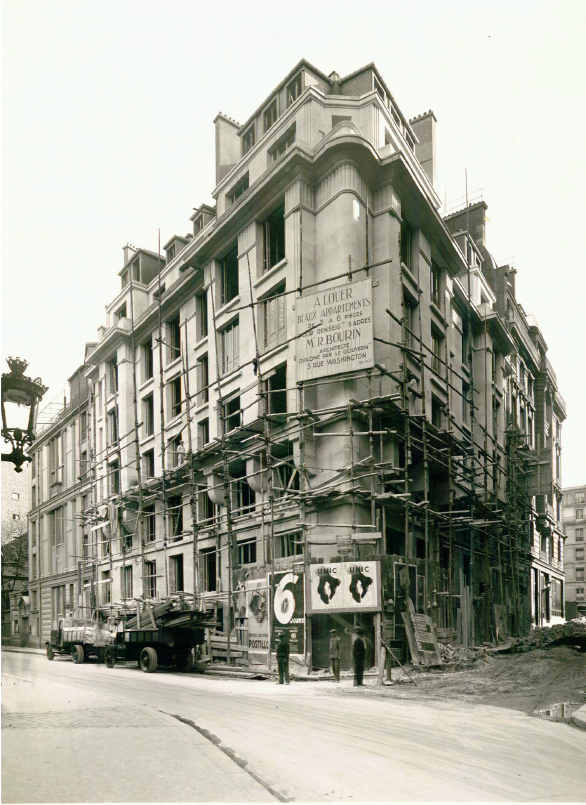
Nr. 84 im Bau
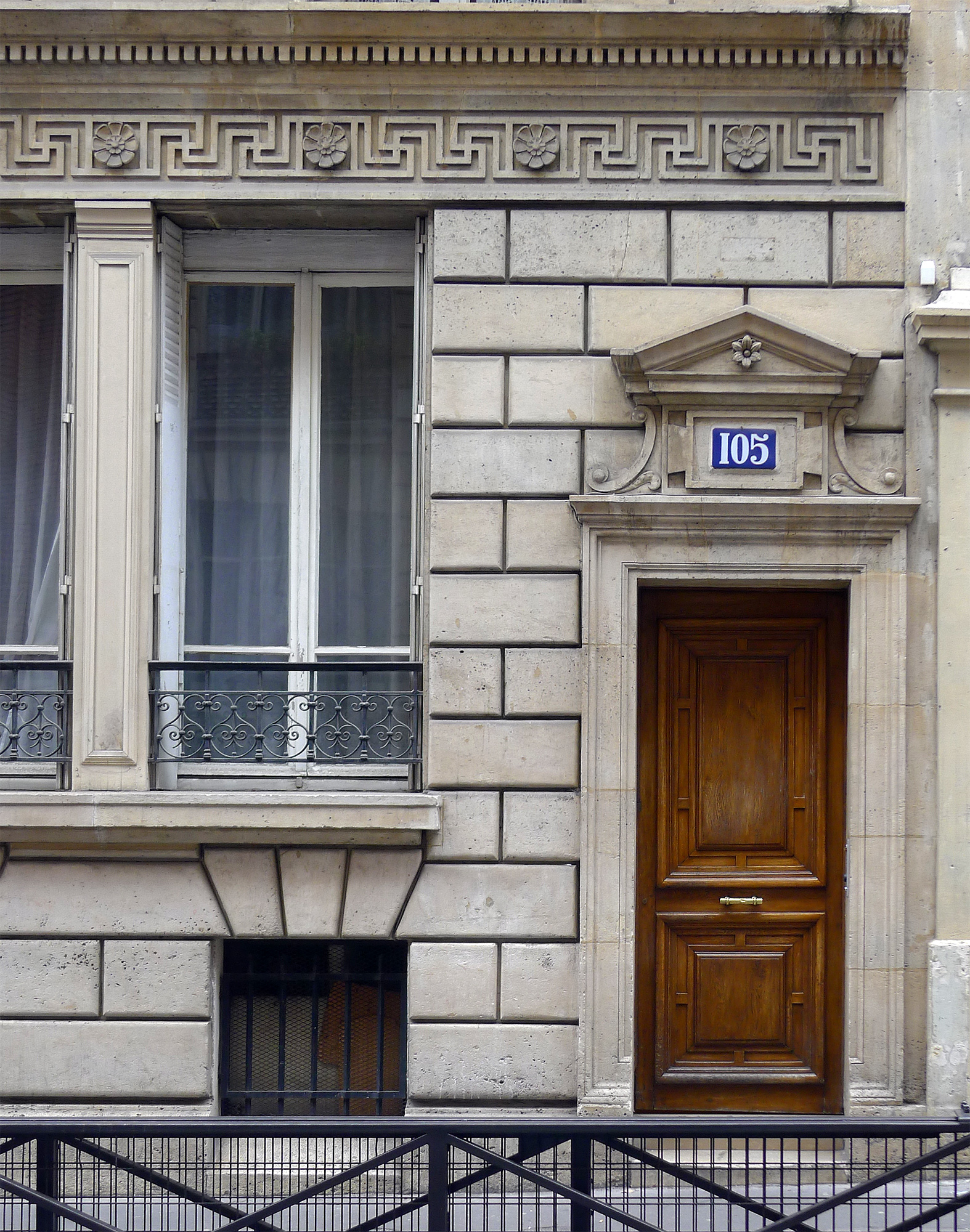
Rez-de-chaussée des Ateliers Nr. 105
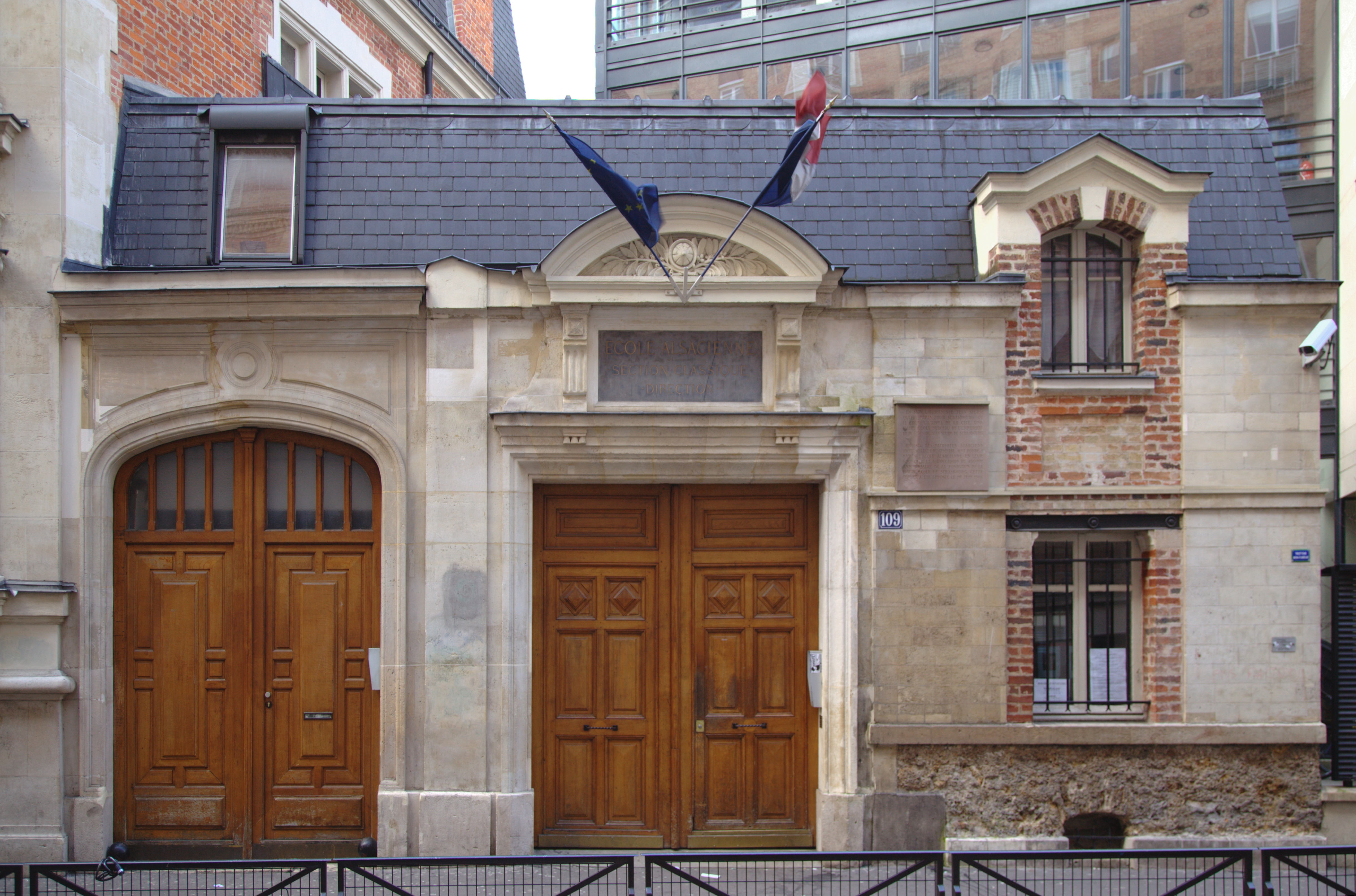
Eingang zur École alsacienne, Nr. 109
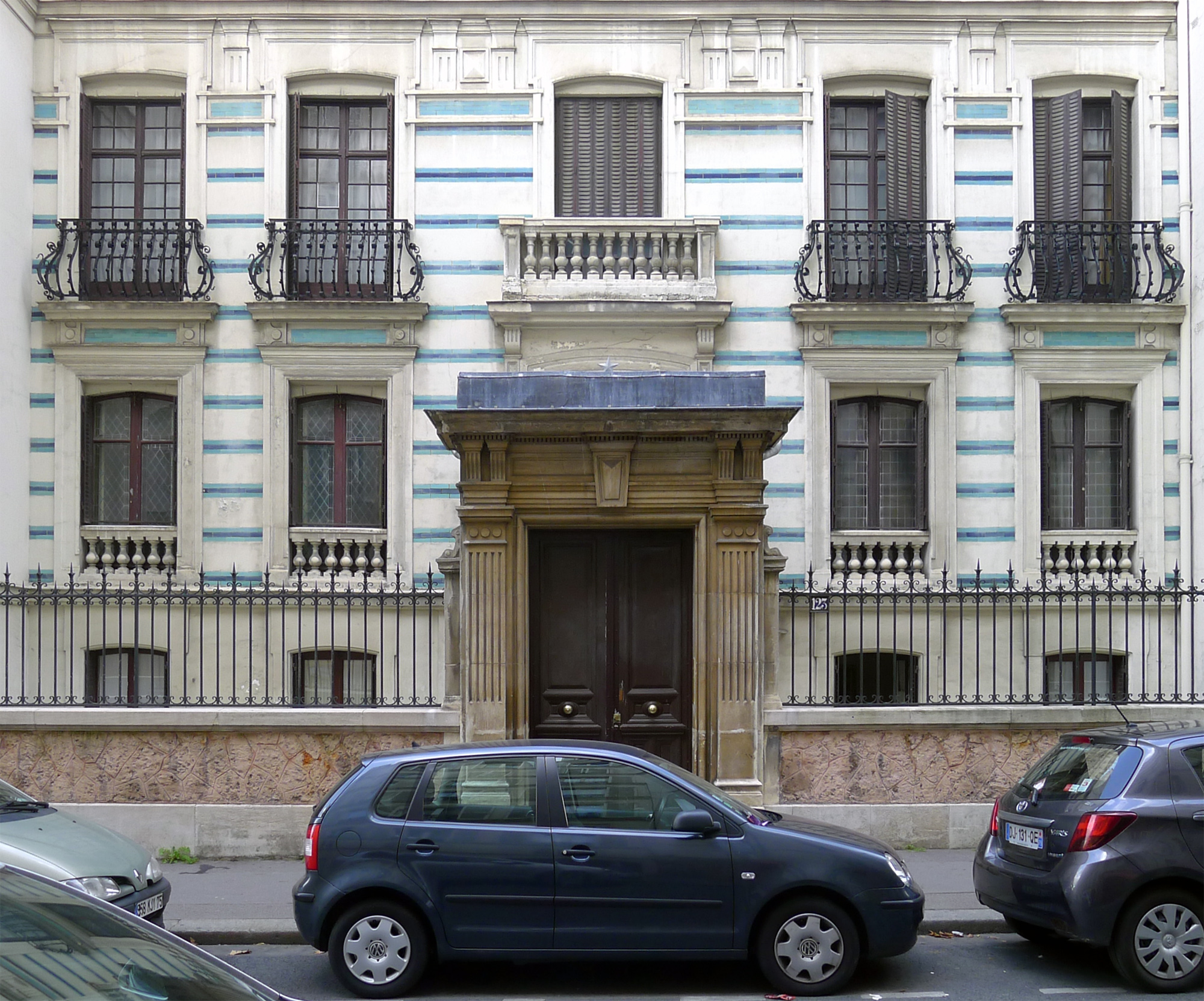
Fassade von Nr. 125

### Berühmte Bewohner
- Nr. 19:
  - Hier stand das Haus, in dem Sainte-Beuve 1830 wohnte.[2]
  - Hier stand das Haus eines kleinen Seminars (bis 1914).[3]
- Nr. 27 (ehemals 11): Victor Hugo lebte hier von April 1827 bis Februar 1830. Das Gebäude wurde 1904 zerstört.[4]
- Nr. 28: Der Bildhauer Francis La Monaca[5] zog 1911 hier ein.[6]
- Nr. 34: Atelier von Auguste Renoir von 1871[7] bis 1873[8]
- Nr. 53: 1870 wohnte Paul Cézanne in dem Haus, das damals diese Adresse hatte.[9]
- Nr. 73: Der Maler Othon Friesz (1879–1949) unterhielt von 1914 bis zu seinem Ableben am 10. Januar 1949 ein Atelier.
- Nr. 83: Hier lebte von 1972 bis zu seinem Tod der Schriftsteller und Philosoph Manès Sperber (1905–1984). Die Wohnung wird noch heute von seinem Sohn Dan Sperber (* 1942) bewohnt.[10]
- Nr. 86:
  - Atelier des Amerikaners James McNeill Whistler von 1892 bis 1902[11]
  - Atelier von Fernand Léger,[12] er gründete hier 1924 die Académie de l’art moderne mit Amédée Ozenfant (1886–1966), wo Letzterer bis 1928 unterrichtete; daraus wurde dann 1934 die Académie de l’art contemporain.[13]
  - Der Fresko Maler Marcel-Lenoir zog 1928 hier ein.[14]
- Nr. 96: Charles Champigneulle, Glasmaler[15]
- Nr. 111: Camille Claudel[16]
- Nr. 113: Ernest Hemingway von 1924 bis 1926.[17] Das Haus wurde im 19. Jahrhundert vom Bankier Louis-Prosper Claudel und seiner Familie bewohnt.[18]
- Nr. 117: Camille Claudel (1864–1943)[19] mietete seit 1882 zusammen mit weiteren früheren Absolventen der Art Training School – Amy Singer, Emily Fawcett und Jessie Lipscomb[20] – ein gemeinsames Atelier, in dem die jungen Frauen von Alfred Boucher unterrichtet wurden.[21]
- Auch der Maler Charles Gleyre (1806–1874) unterhielt in der Straße ein Atelier, in dem um 1856/57 der spätere Zeichner und Schriftsteller George du Maurier (1834–1896) ein Kunststudium absolvierte.[22]

### Einige Bilder aus der Straße

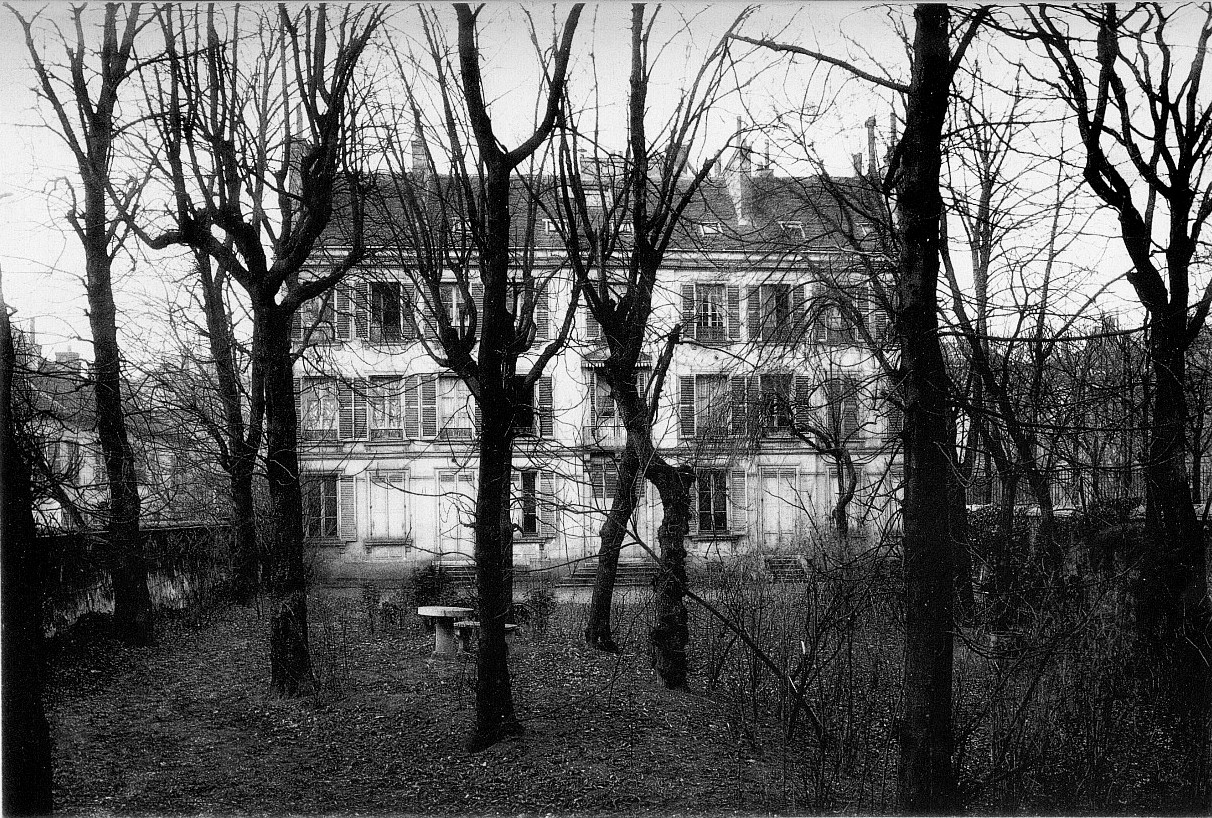
Nr. 27 im Jahr 1905: Haus von Victor Hugo
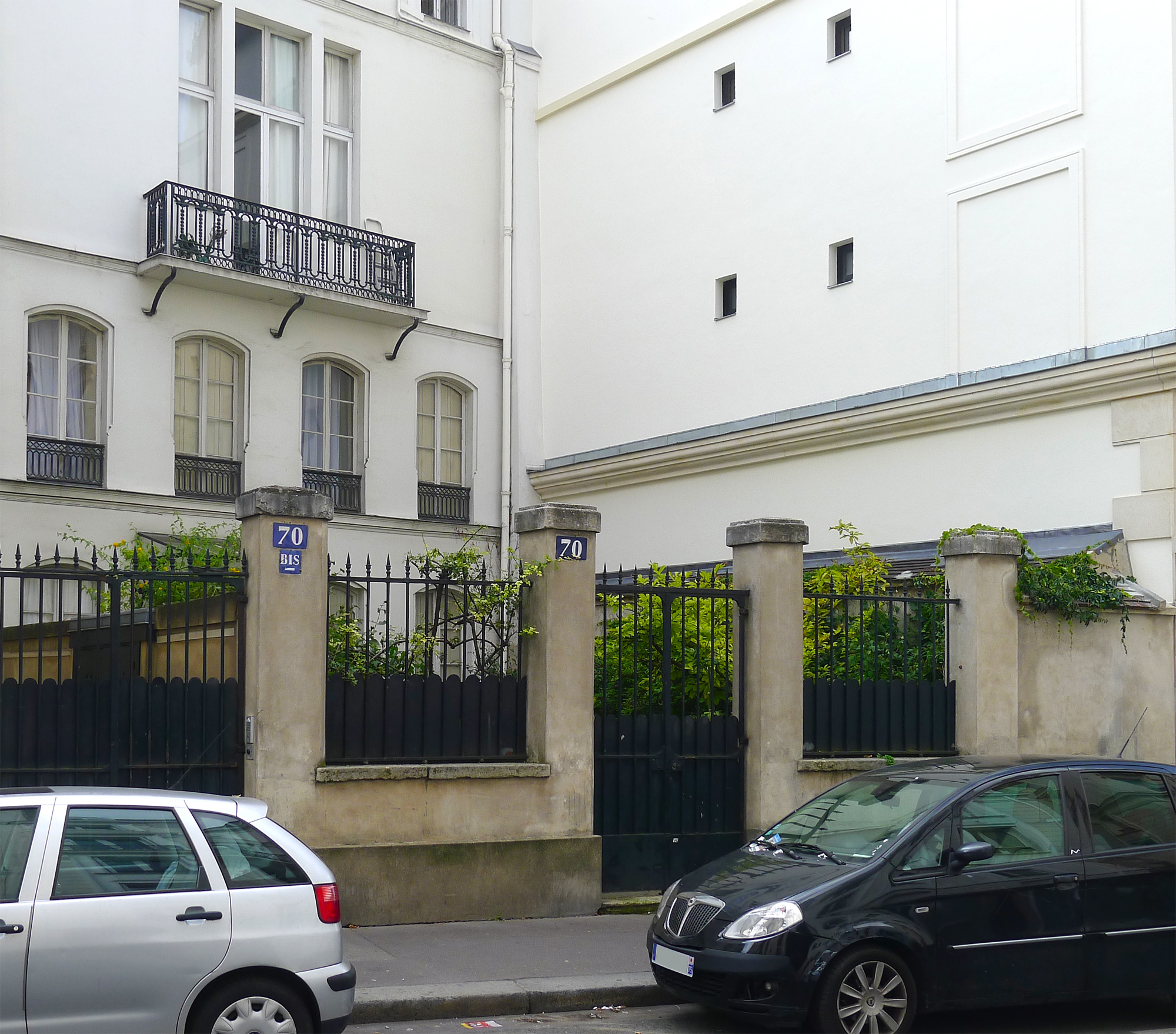
Nr. 70 et 70bis
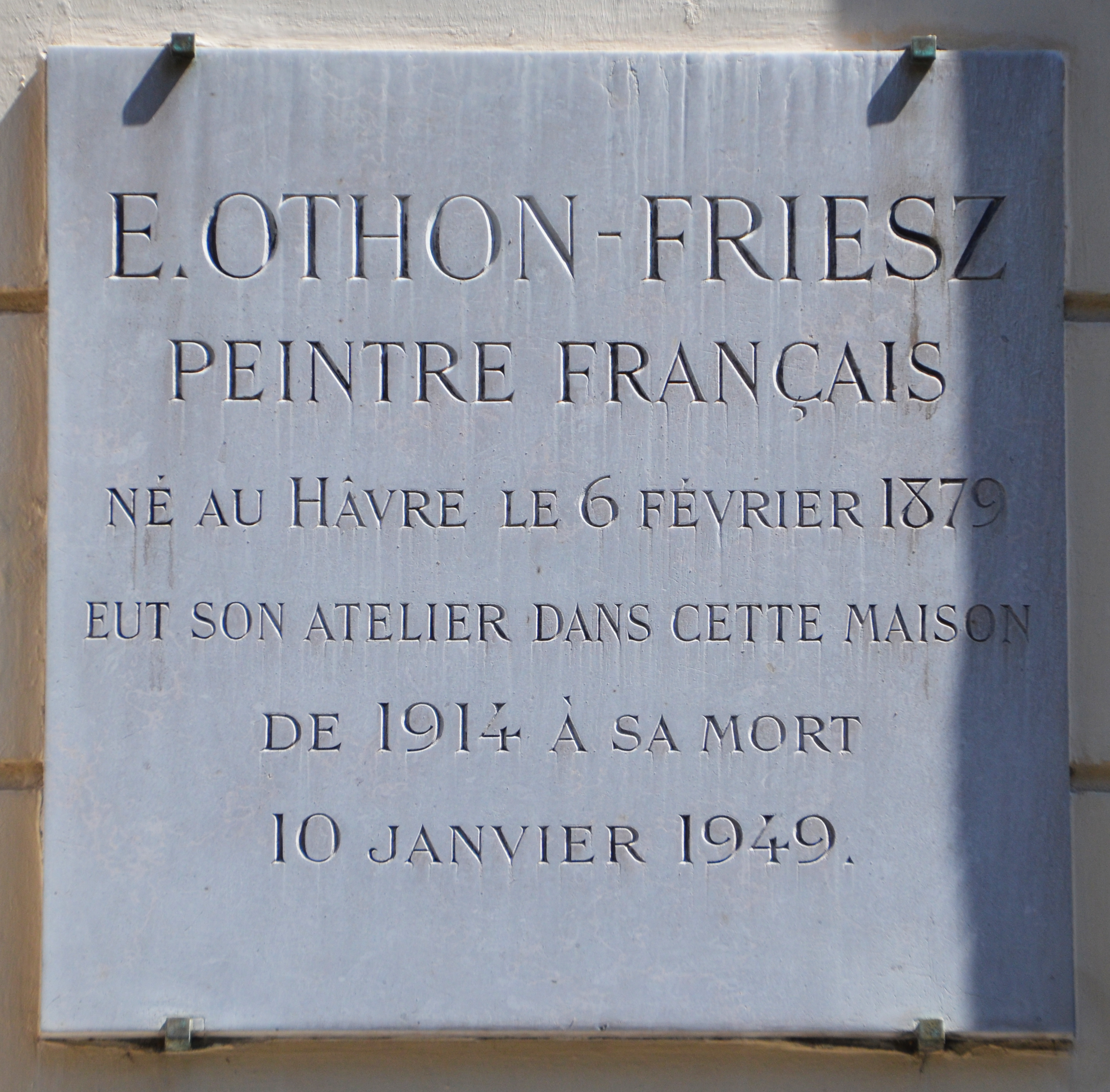
Erinnerungstafel an Nr. 73
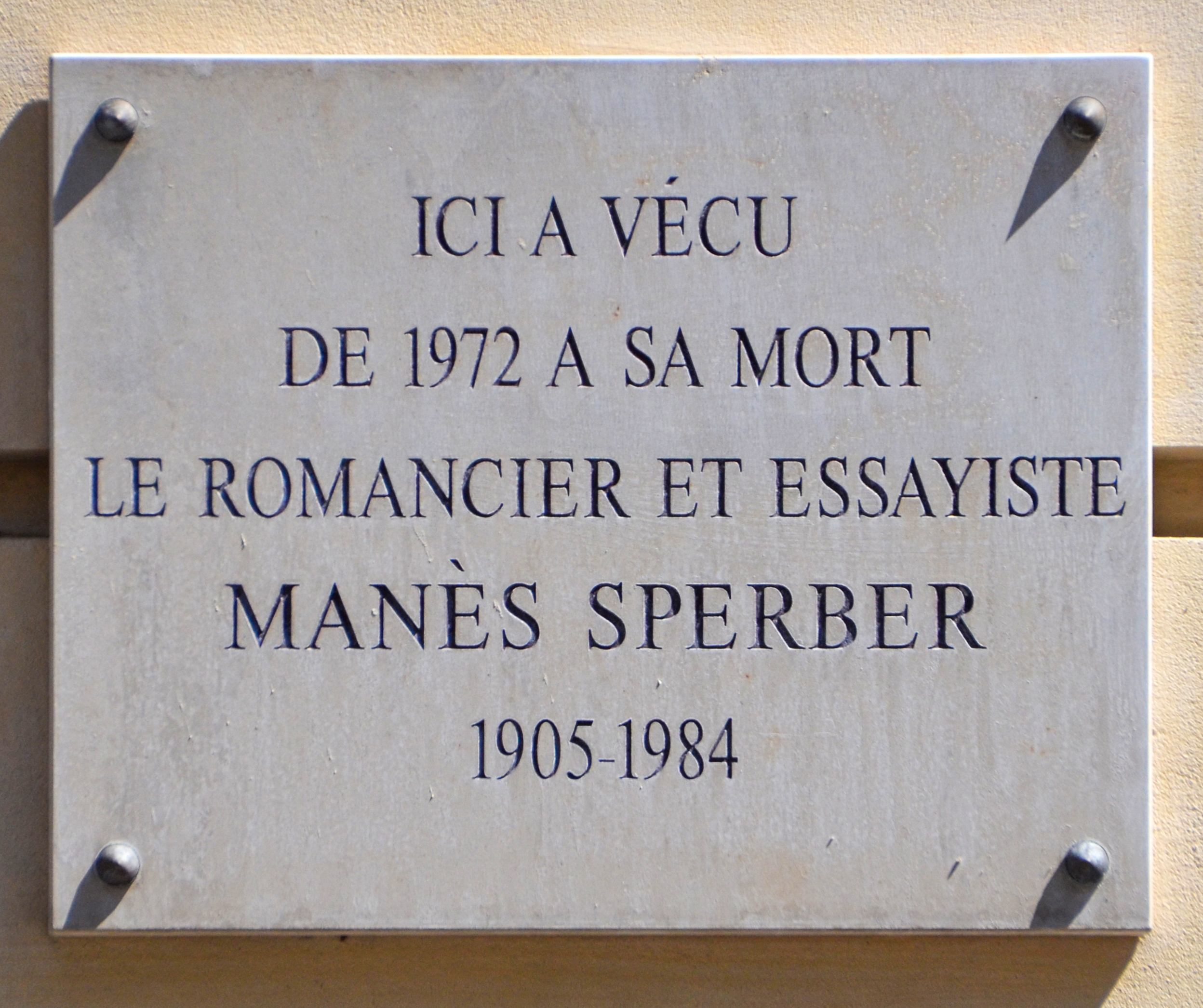
Erinnerungstafel an Nr. 83
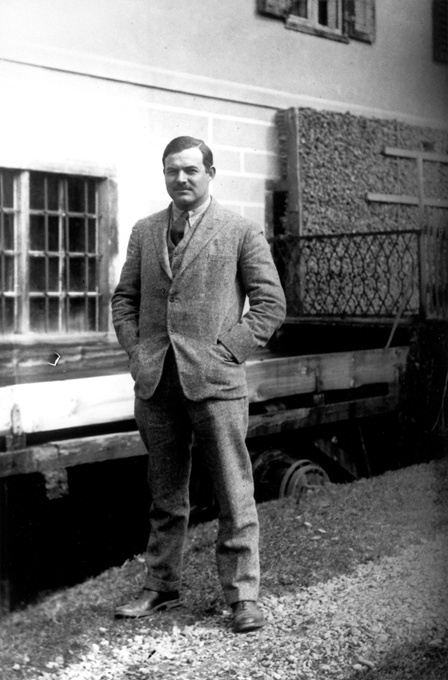
Ernest Hemingway vor dem Haus Nr. 113, Rue Notre-Dame des Champs im Jahr 1924
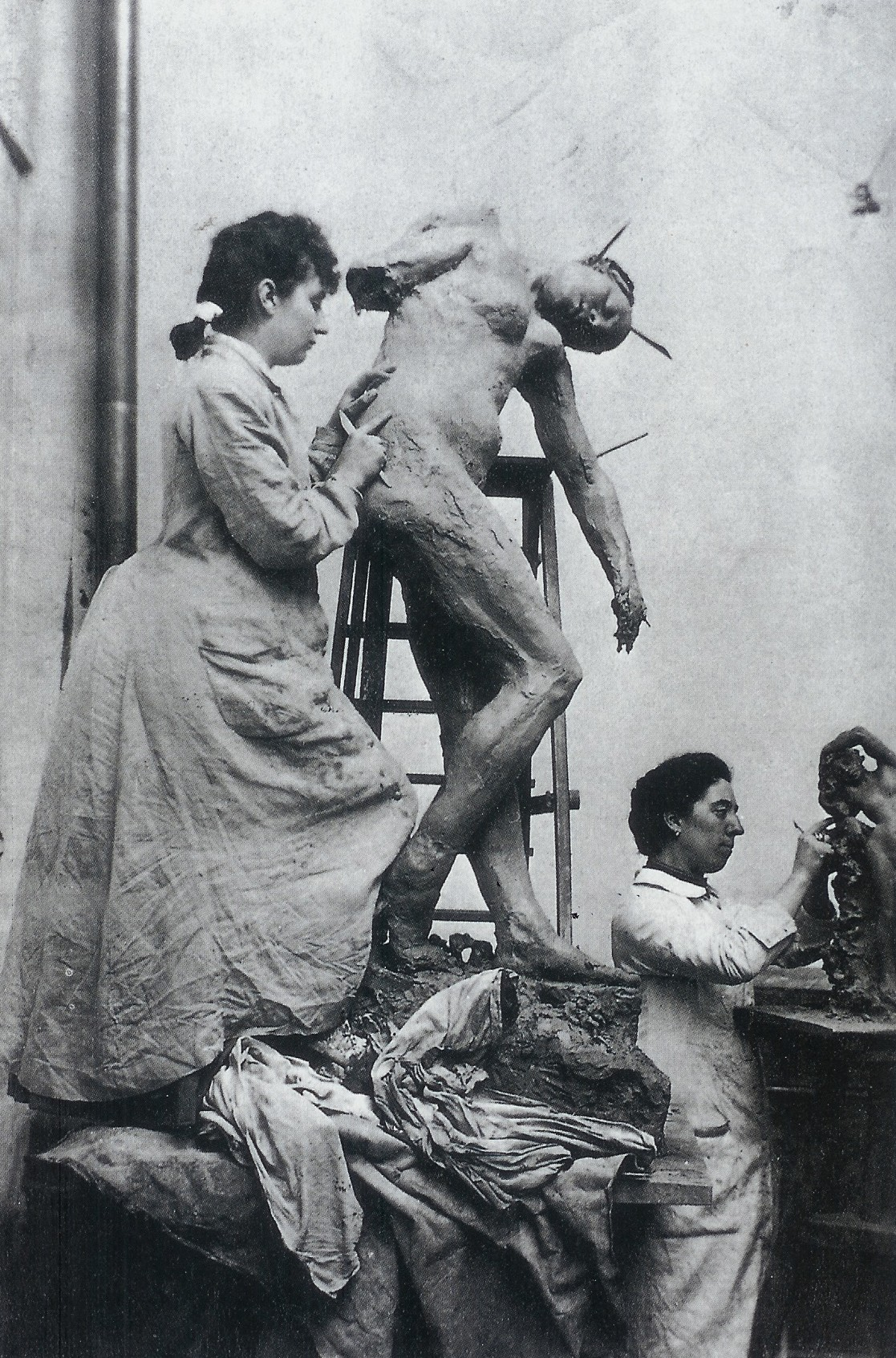
Camille Claudel und Jessie Lipscomb in ihrem Atelier 117, Rue Notre-Dame des Champs im Jahr 1887

### Besondere Einrichtungen
In der Straße befindet sich eine Reihe von kirchlichen (Bildungs-)Einrichtungen.
Im ersten Abschnitt zwischen Rue de Rennes und Boulevard Raspail befindet sich im Haus Nummer 18 die Congrégation des Soeurs du Bon Secours de Paris, eine römisch-katholische Ordensgemeinschaft von Krankenschwestern. Unter der benachbarten Nummer 22 befindet sich das katholische Collège Stanislas. Auf der gegenüber liegenden Seite befindet sich unter Nummer 17 die katholische Communauté Foyer de Nazareth.
Auf der anderen Seite, an der Kreuzung mit dem Boulevard Raspail, befindet sich im Haus Nummer 39 die Union Mondiale des Organisations Féminines Catholique (dt. Weltverband der katholischen Frauenorganisationen) und die Herberge Association Adèle Picot.
Hinter der nächsten Kreuzung mit der Rue Vavin befindet sich im Haus Nummer 61 ein Schulinternat der Notre-Dame de Sion – Sainte Marie Apel.
Im Haus Nummer 109 befindet sich die weltliche Privatschule der École Alsacienne.

### In der Literatur
In der zweiten Episode des Romans L’Envers de l’histoire contemporaine von Honoré de Balzac wird Godefroi von der Société des Frères de la consolation im Jahr 1839 in ein Haus in der Rue Notre-Dame des Champs geschickt, das zum Boulevard du Montparnasse führt, wo die Familie von Monsieur Bernard wohnt:

« Arrivé rue Notre-Dame-des-Champs, dans la partie aboutissant à la rue de l’Ouest (Heute: Rue d’Assas), qui, ni l’une ni l’autre, n’étaient encore pavées à cette époque, il fut surpris de trouver de tels bourbiers dans un endroit si magnifique. On ne marchait alors que le long des enceintes en planches qui bordaient des jardins marécageux, ou le long des maisons, par d’étroits sentiers bientôt gagnés par des eaux stagnantes, qui les convertissaient en ruisseaux. »

In Der König in Gelb (1895) von Robert W. Chambers beginnt eine der Kurzgeschichten mit dem Titel La Rue Notre-Dame-des-Champs:

« La rue n’est pas élégante, pas plus qu’elle n’est misérable. C’est une paria parmi les rues – une rue sans quartier.... »